# Canon EOS 60D

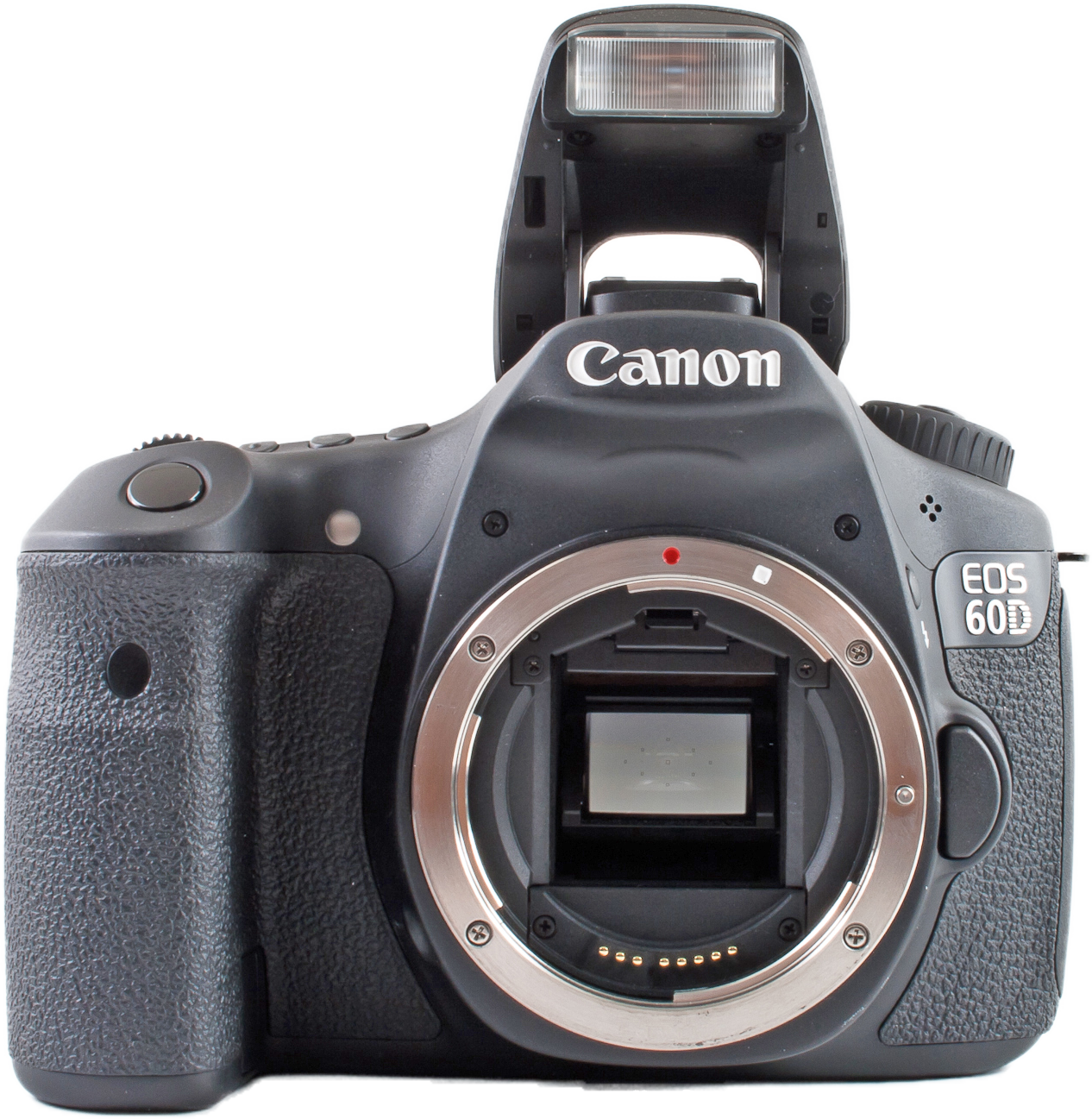
Canon EOS 60D without lens

La Canon EOS 60D es una cámara réflex digital de 18 megapíxeles. Salió al mercado el 26 de agosto de 2010. Llega como relevo de la  Canon EOS 50D cubriendo el salto cualitativo entre la 600D y la 7D. Texto de página.

## Características
- 18,0 megapíxeles, sensor CMOS APS-C (Crop factor: 1.60)
- Grabación de vídeo Full HD con control manual
- LCD articulable de 7,7 cm (3”) con formato 3:2
- DIGIC 4
- ISO 100-6400, H:12800
- Disparos a 5,3 fps hasta 58 imágenes JPEG
- Sistema AF de 9 puntos tipo cruz
- Transmisor Speedlite integrado
- Procesamiento RAW en la cámara
- Compatibilidad con tarjetas de memoria SD, SDHC y SDXC
- Batería LP-E6
- Live View con nivel electrónico
- PAL / NTSC de salida de vídeo

## Mejoras
Ergonomía
La Canon EOS 60D supone una evolución de su predecesora, la 50D. Se ha reducido ligeramente el peso y dimensiones respeto al modelo anterior. Este modelo resulta más ergonómico y manejable. 
Los controles del LCD superior se mantienen aunque su tamaño se ve ligeramente reducido. Ahora los botones de la zona cumplen sólo una función en vez de las dos que tenía el anterior modelo. Texto de página.
LCD articulable
Supone la gran novedad en la serie EOS. La pantalla LCD articulable permite una mayor maniobrabilidad y comodidad, sobre todo al trabajar en modo vídeo o con la cámara montada sobre un trípode. 
La proporción cambia a 3:2 en vez del tradicional 4:3 suprimiendo así las líneas negras que aparecen al usar la visualización de fotografías o vídeos.
La resolución aumenta ligeramente hasta los 1.040.000 píxeles, mejorando la calidad de imagen significativamente en cuanto a brillo, color y contraste.
Sistema Live View
El sistema Live View incluye un nivel electrónico horizontal que nos permite situar la cámara en ángulo recto respecto al suelo de forma sencilla.
Se puede trabajar directamente con el histograma y con el sistema de archivos RAW para acabar de corregir la exposición, previsualizar la profundidad de campo o cambiar el balance de blancos en tiempo real.
Sistema de audio
La cámara dispone de un conector para micrófonos auxiliares. El micrófono monoaural incorporado permite registrar el audio en modo vídeo. Además permite modificar la señal para ajustar el  nivel o utilizar un filtro de reducción de ruidos como el viento en exteriores.